# Muscolo tiroioideo
Il muscolo tiroioideo è un muscolo del collo, pari e simmetrico, appartenente al gruppo dei muscoli sottoioidei.
Il muscolo è innervato dal nervo ipoglosso e, se contratto, partecipa all'abbassamento dell'osso ioide o all'elevamento della cartilagine tiroidea e della laringe.

## Anatomia
Muscolo corto di forma quadrilatera, si trova immediatamente sopra il muscolo sternotiroideo e profondamente allo sternoioideo.
Origina dalla linea obliqua della faccia laterale della cartilagine tiroidea e si dirige in alto per inserirsi sul margine inferiore dell'osso ioide.